# Оганян, Армен Грантович
Армен Грантович Оганян (арм. Արմեն Հրանտի Օհանյան; род. 1 октября 1967, село Эдилли, Гадрутский район, НКАО, Азербайджанская ССР, СССР) — депутат Национального собрания Республики Арцах 4-го (2005) и 5-го (2010) созывов.

## Биография
В 1984 году окончил среднюю школу, затем учился в Ереванском профтехучилище № 7. В 1985—1987 годах служил в рядах Советской Армии.
С 1987 года работал в совхозе «Дружба» (с. Эдилли), затем — лаборантом отдела молочной продукции. С 1989 года — помощник оперативного дежурного в отделе внутренних дел Гадрутского района.
С началом Карабахского движения участвовал в самообороне подрайона Эдилли. В 1992—1995 годах служил в Армии обороны Нагорно-Карабахской Республики, был командиром отряда, участвовал в боевых действиях. Демобилизован в 1995 году.
В 1995 году основал ООО «Ашотик». В 1997—2000 годах — руководитель сельской общины Ухтадзора (Эдилли). В 2002 году окончил факультет экономического управления университета имени Григора Нарекаци (г. Абовян) по специальности «экономист-менеджер». Продолжает работать исполнительным директором ООО «Ашотик».
19 июня 2005 года избран депутатом Национального Собрания Нагорно-Карабахской Республики 4-го созыва по 12-му мажоритарному округу; был членом постоянной комиссии по вопросам производства и производственных инфраструктур. 23 мая 2010 года избран депутатом Национального Собрания Нагорно-Карабахской Республики 5-го созыва по списку партии «Свободная родина» («Азат Айреник»). Член партии «Свободная родина». Член фракции «Родина».

### Семья
Женат, имеет 4 детей.